# Jozef Šimúth
Jozef Šimúth (* 21. prosince 1936 Sebechleby) je slovenský a československý vědec, biolog, bývalý politik, předseda Strany slovenské obrody (po roce 1989 krátce i obnovené Demokratické strany) a poslanec Sněmovny národů Federálního shromáždění za normalizace.

## Biografie
K roku 1981 se profesně uvádí jako vědecký pracovník. Od roku 1983 působil na postu předsedy Strany slovenské obrody.
Ve volbách roku 1981 zasedl do slovenské části Sněmovny národů (volební obvod č. 102 – Trenčianske Teplice, Západoslovenský kraj). Mandát obhájil ve volbách roku 1986 (obvod Trenčianske Teplice). Ve Federálním shromáždění setrval do konce funkčního období, tedy do svobodných voleb roku 1990. Netýkal se ho proces kooptací do Federálního shromáždění po sametové revoluci.
24. listopadu 1989 během sametové revoluce představil nové programové obrysy Strany slovenské obrody, v nichž se strana hlásila ke křesťanským tradicím a demokracii. 10. prosince 1989 pak na mimořádném sjezdu strana obnovila svůj předúnorový název Demokratická strana. Šimúth byl zvolen do jejího vedení. Na postu předsedy DS setrval ovšem jen do ledna 1990.
Později se dominantně věnoval vědecké kariéře. Působil jako vedoucí oddělení molekulární apidologie Ústavu molekulární biologie Slovenské akademie věd. Zaměřoval se na molekulární biologii, genové inženýrství a biotechnologie. V letech 1998–2005 zasedal v předsednictvu Slovenské akademie věd a podílel se na četných mezinárodních programech. Zabývá se včelařstvím, které také promítl do svého výzkumu (analýza bílkovin a antibiotických peptidů mateří kašičky). Vyučuje na Fakultě chemické a potravinářské technologie Slovenské technické univerzity v Bratislavě.
Státní bezpečnost ho podle Cibulkových seznamů evidovala jako důvěrníka (krycí jméno MIRO LUKÁČ). Údaje ale nesouhlasí se záznamem o osobě téhož jména v záznamech bratislavské Správy ŠtB.